# Pet Pals: Animal Doctor
Pet Pals: Animal Doctor är ett spel där spelaren är en veterinär och måste ta hand om många djur kommit till deras klinik.